# Sainte-Radégonde-des-Noyers
Sainte-Radégonde-des-Noyers és un municipi francès situat al departament de Vendée i a la regió de País del Loira. L'any 2007 tenia 774 habitants.

## Demografia

### Població
El 2007 la població de fet de Sainte-Radégonde-des-Noyers era de 774 persones. Hi havia 342 famílies de les quals 92 eren unipersonals (32 homes vivint sols i 60 dones vivint soles), 135 parelles sense fills, 91 parelles amb fills i 24 famílies monoparentals amb fills.
La població ha evolucionat segons el següent gràfic:
Habitants censats

### Habitatges
El 2007 hi havia 414 habitatges, 348 eren l'habitatge principal de la família, 45 eren segones residències i 21 estaven desocupats. 406 eren cases i 8 eren apartaments. Dels 348 habitatges principals, 281 estaven ocupats pels seus propietaris, 63 estaven llogats i ocupats pels llogaters i 4 estaven cedits a títol gratuït; 3 tenien una cambra, 13 en tenien dues, 70 en tenien tres, 102 en tenien quatre i 160 en tenien cinc o més. 290 habitatges disposaven pel capbaix d'una plaça de pàrquing. A 163 habitatges hi havia un automòbil i a 167 n'hi havia dos o més.

### Piràmide de població
La piràmide de població per edats i sexe el 2009 era:
| Homes | Edats   | Dones |
| ----- | ------- | ----- |
| 0     | 95 o +  | 0     |
| 0     | 90 a 94 | 4     |
| 4     | 85 a 89 | 0     |
| 12    | 80 a 84 | 0     |
| 20    | 75 a 79 | 20    |
| 20    | 70 a 74 | 48    |
| 20    | 65 a 69 | 16    |
| 4     | 60 a 64 | 28    |
| 36    | 55 a 59 | 4     |
| 28    | 50 a 54 | 32    |
| 36    | 45 a 49 | 40    |
| 12    | 40 a 44 | 12    |
| 28    | 35 a 39 | 24    |
| 20    | 30 a 34 | 24    |
| 16    | 25 a 29 | 8     |
| 24    | 20 a 24 | 12    |
| 24    | 15 a 19 | 24    |
| 20    | 10 a 14 | 36    |
| 36    | 5 a 9   | 16    |
| 8     | 0 a 4   | 32    |

## Economia
El 2007 la població en edat de treballar era de 516 persones, 371 eren actives i 145 eren inactives. De les 371 persones actives 320 estaven ocupades (164 homes i 156 dones) i 51 estaven aturades (22 homes i 29 dones). De les 145 persones inactives 83 estaven jubilades, 26 estaven estudiant i 36 estaven classificades com a «altres inactius».

### Ingressos
El 2009 a Sainte-Radégonde-des-Noyers hi havia 341 unitats fiscals que integraven 783,5 persones, la mediana anual d'ingressos fiscals per persona era de 17.911 €.

### Activitats econòmiques
Dels 22 establiments que hi havia el 2007, 1 era d'una empresa extractiva, 1 d'una empresa alimentària, 2 d'empreses de fabricació d'altres productes industrials, 5 d'empreses de construcció, 4 d'empreses de comerç i reparació d'automòbils, 2 d'empreses d'hostatgeria i restauració, 1 d'una empresa financera i 6 d'empreses de serveis.
Dels 6 establiments de servei als particulars que hi havia el 2009, 1 era una oficina bancària, 1 taller de reparació d'automòbils i de material agrícola, 3 paletes i 1 guixaire pintor.
L'únic establiment comercial que hi havia el 2009 era una fleca.
L'any 2000 a Sainte-Radégonde-des-Noyers hi havia 33 explotacions agrícoles que ocupaven un total de 3.375 hectàrees.

## Equipaments sanitaris i escolars
El 2009 hi havia una escola elemental.

## Poblacions més properes
El següent diagrama mostra les poblacions més properes.